# Sjur Johnsen
Sjur Johnsen (ur. 20 czerwca 1891 w Vik, zm. 2 października 1978 w Bergen) – norweski zapaśnik walczący w stylu klasycznym. Olimpijczyk z Antwerpii 1920, gdzie zajął czwarte miejsce w wadze średniej do 75 kg. Mistrz nordycki z 1918 roku.

## Letnie Igrzyska Olimpijskie 1920
| Konkurencja                  | Runda grupowa           | Turniej o 3 miejsce     | Turniej o 3 miejsce      | Turniej o 3 miejsce    | Klas. końcowa |
| Konkurencja                  | Przeciwnik I            | Przeciwnik 1/4          | Przeciwnik 1/2           | Przeciwnik Finał       | Miejsce       |
| ---------------------------- | ----------------------- | ----------------------- | ------------------------ | ---------------------- | ------------- |
| styl klasyczny, waga średnia | Arthur Lindfors (FIN) P | Henry Szymanski (USA) W | Emil Christensen (DEN) W | Matti Perttilä (FIN) P | IV miejsce    |